# Ваврик Іван Ілліч
Іва́н Іллі́ч Ва́врик (нар. 19 червня 1937, с. Косів Чортківського району Тернопільської області) — підприємець, поет, художник. Заслужений працівник сфери послуг України (1997) . Помер 5 грудня 2023 році (86 років) у м. Тернопіль.

## Життєпис
У 1955—1958 рр. навчався у Чернівецькому житлово-комунальному технікумі на відділенні промислового та цивільного будівництва. У 1986 році закінчив фінансово-економічний інститут (нині — Тернопільський національний економічний університет).
Працював в ремонтно-будівельних організаціях системи побутового обслуговування населення на посадах начальника дільниці, головного інженера та начальника рембудуправління (м.Тернопіль). Керівник ТОВ «Побутрембут».

## Відзнаки
- Заслужений працівник сфери послуг України (1997)
- лауреат премії «Людина року»[2] (м. Тернопіль, 2014)

## Благодійна діяльність

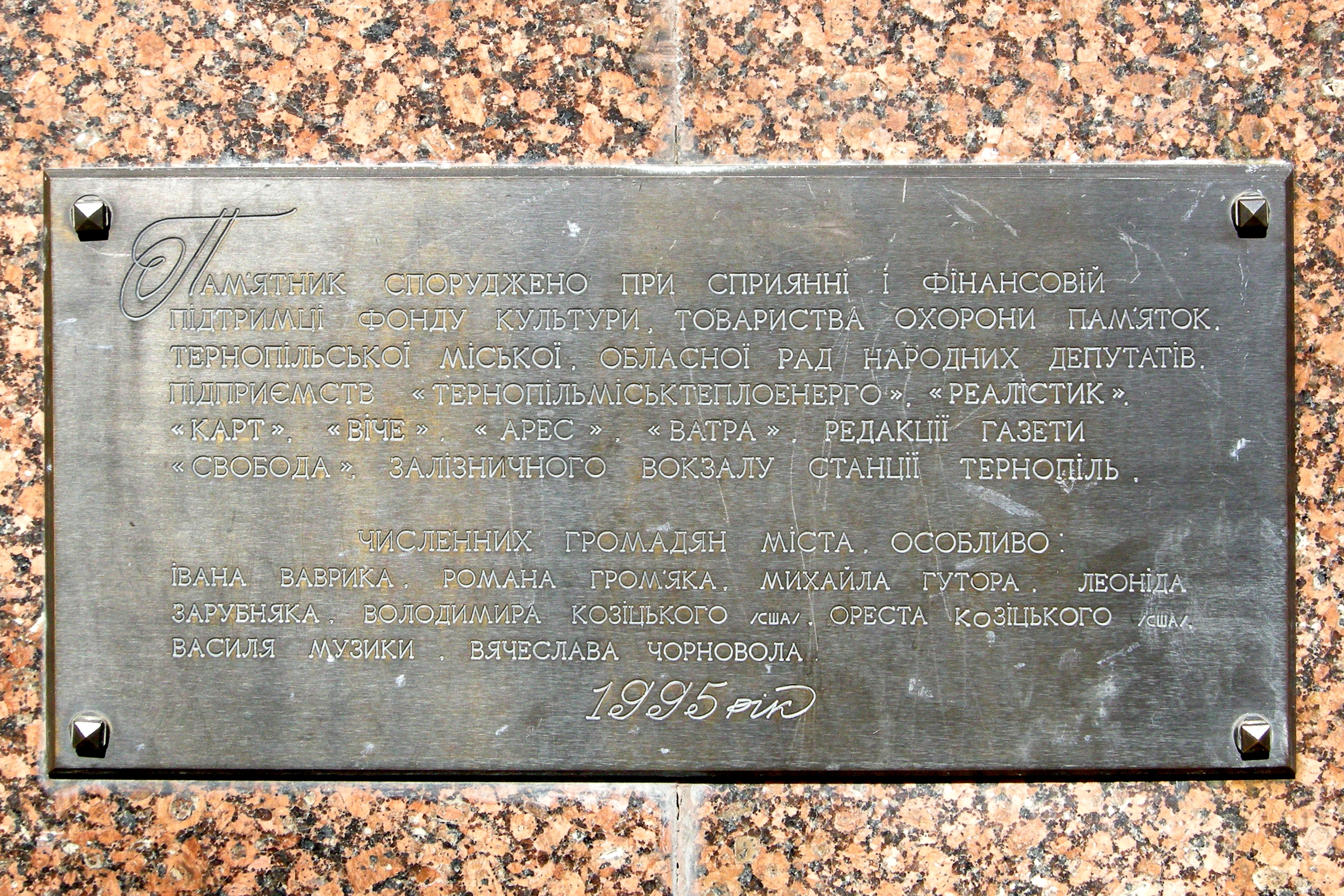
Таблиця з інформацією про фундаторів і меценатів

Зробив особистий внесок на спорудження пам'ятників Іванові Франкові, Патріархові Йосифу Сліпому в м. Тернополі, на будівництво Патріаршого Собору Воскресіння Христового у Києві, у розвиток та становлення катедрального собору УГКЦ у м. Тернополі.
Систематично допомагає Тернопільському фонду «Карітас».

## Літературна діяльність
Збірки поезій
- «Горекраї» (2001)
- «Кантичку» — «Українська різдвяна містерія» (редактор-упорядник) (2004)
- «Аркан» (2007)
- «Спрагла земля» (2010)[3]
- «Жорна» (2015)

|                                                  | ...Автор у житті чимось подібний до своїх творів - щирий, самобутній, запальний із галицькою експресією... Зовсім недавно заторкнув він мене своєю різдвяною «Кантичкою», а теперечки - защебетав веселими і зроненими співомовками |
| — пише у передмові до збірки «Аркан» Олег Герман | |

.